# Cândești (Dâmbovița)
Cândeşti es una comuna ubicada en el distrito de Dâmbovița, Rumania.

## Superficie
Posee una superficie de 52,37 kilómetros cuadrados.

## Demografía
Hasta 2021 la población era de 2579 habitantes, con una densidad de población de 49,25 habitantes por kilómetro cuadrado.